# Jasan u cesty
Jasan u cesty je památný strom jasan ztepilý (Fraxinus excelsior) v Červeném Hrádku, části města Jirkov v okrese Chomutov v Ústeckém kraji.
Roste v Krušných horách při rozhraní s Mosteckou pánví v nadmořské výšce 350 m východně od zámku Červený hrádek, vlevo od silnice z Červeného Hrádku do Drmal.

## Základní údaje
Obvod kmene měří 530 cm, koruna stromu dosahuje do výšky 25 metrů (měření 2009). V roce 2009 bylo stáří stromu odhadováno na 300 let.
Jasan je chráněn od roku 2009 jako krajinná dominanta, strom významný stářím a vzrůstem.

## Stromy v okolí
- Dub u Nivského potoka
- Dub u Červeného Hrádku
- Skupina dubů v ulici U dubu